# نس (روسیه)
نس (به لاتین: Nes) یک شهرک در روسیه است که در استان آرخانگلسک واقع شده‌است.